# ألبرتو كوندي
ألبرتو كوندي (بالإسبانية: Alberto Conde) هو عازف بيانو إسباني، ولد في 1960 في كاراكاس في فنزويلا.

## روابط خارجية
- ألبرتو كوندي على موقع ميوزك برينز (الإنجليزية)
- ألبرتو كوندي على موقع ديسكوغز (الإنجليزية)